# Schole palatine

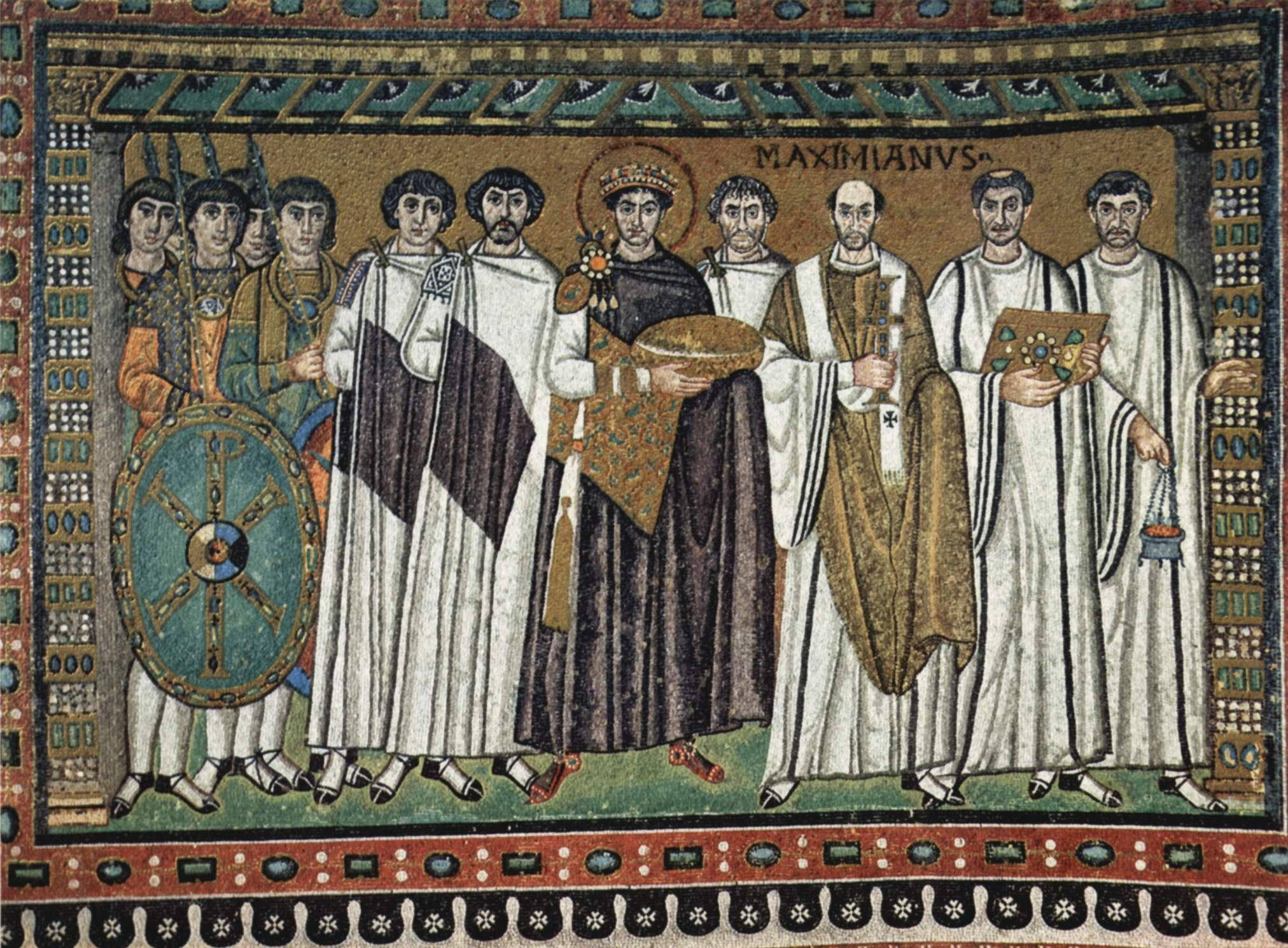
L'empereur Justinien et sa cour. Les soldats figurant à gauche, reconnaissables comme gardes palatins grâce à la torque d'or suspendue à leur cou, font partie des scholae. Basilique San Vitale de Ravenne.

Les scholæ palatinæ, (garde palatine ou scholes, en grec : Σχολαί) furent une unité militaire d’élite, dont la fondation est attribuée à l’empereur Constantin pour remplacer les Equites Singulares Augusti, la division équestre de la garde prétorienne. Troupes d’élite du IVe au VIIe siècle, les scholae se transformèrent en armée de parade lorsque les empereurs cessèrent de commander eux-mêmes les troupes sur le champ de bataille. Elles offrirent alors une perspective de carrière aisée pour les jeunes de bonne famille. Elles subsistèrent dans l’Empire d’Occident jusqu’à leur dissolution par Théodoric le Grand. Dans l’Empire d’Orient, elles furent réformées par Constantin V pour devenir des tagmata (sing. tagma), unités de cavalerie lourde stationnées près de Constantinople et constituant le cœur des forces expéditionnaires impériales. Elles furent dissoutes à la fin du XIe siècle par l’empereur Alexis Ier Comnène.

## Bas-Empire romain: les scholes comme garde impériale duIVeauVIIesiècle

### Histoire et structures

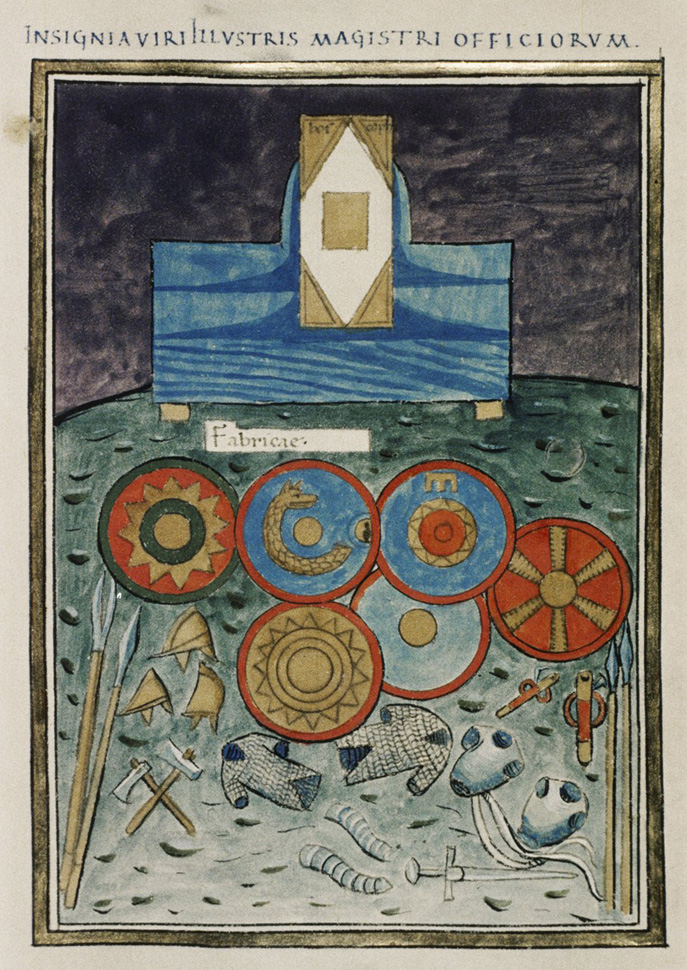
Les insignes d'un magister officiorum de l'Empire d'Orient, visibles dans la Notitia dignitatum : le titre de l'office sur un présentoir, des boucliers avec les emblèmes des unités des scholæ palatinæ, et un assortiment d'armes et d'armures attestant la supervision des arsenaux impériaux.

Au cours des guerres civiles qui marquèrent la fin de la tétrarchie, le césar Flavius Valérius Sévérus, obéissant aux ordres de l’empereur Galère (r. 305-311), tenta mais sans succès d’abolir la garde prétorienne, laquelle s’était révoltée pour rejoindre en 306 les rangs du prétendant Maxence après que son camp de Rome eut été fermé par l’empereur. Lorsque Constantin Ier se lança à la conquête de l’Italie en 312, la garde prétorienne constituait le fer de lance de Maxence lors de la bataille du pont Milvius. Peu après sa victoire définitive, Constantin abolit la garde prétorienne qui s’était trop souvent immiscée dans la succession impériale. Bien qu’il n’existe pas de preuve formelle à cet effet, il est probable qu’il remplaça alors celle-ci par un nouveau corps de cavalerie, appelé scholæ ou « schole »,. Toutefois, certaines unités, comme la schola gentilium (schole composée de barbares, appelés « gentils » par les Romains) et la schola scutariorum, sont attestées avant 312 et pourraient avoir été créées au cours des réformes de l’empereur Dioclétien (emp. 284-305).
Le terme schola, fréquemment traduit par « schole », était couramment utilisé au IVe siècle pour désigner les corps civils aussi bien que militaires qui accompagnaient l’empereur. Il tire son origine du fait que chacun de ces corps occupait des pièces ou chambres spécifiques du palais. D’après la Notitia dignitatum, datant de la fin du IVe siècle, il y avait cinq scholes dans la partie occidentale de l’empire et sept dans la partie orientale. Au temps de Justinien (r. 527-565), les scholes étaient cantonnées dans les environs de Constantinople ainsi que dans certaines villes de Bithynie et de Thrace, servant par rotation au palais.

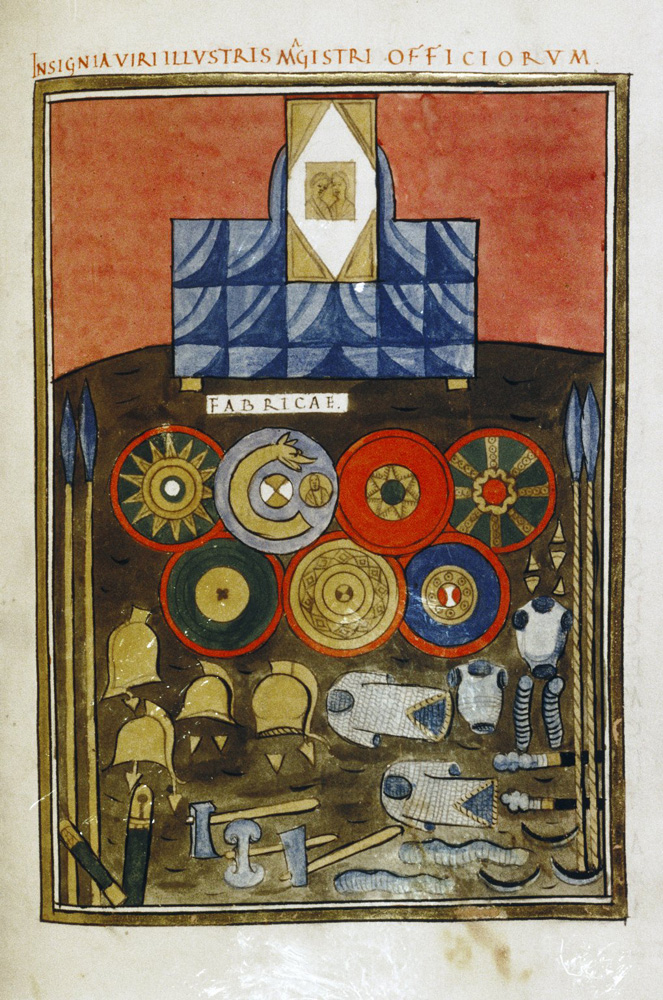
L'insigne du magister officiorum de l'armée d'Occident selon la Notitia dignitatum.

Chaque unité formait un régiment de cavalerie d’élite comprenant environ 500 soldats. Au total, les scholes durent comprendre environ 3 500 hommes en Orient et 2 500 en Occident. Bon nombre d’entre eux, appelés scholares en latin et σχολάριοι (scholarioi) en grec, étaient recrutés parmi les tribus germaniques. En Occident, il s’agissait surtout de Francs et d’Alamans alors qu’en Orient, il s’agissait surtout de Goths. Toutefois, ces derniers furent en grande partie remplacés par des Arméniens et des Isauriens au Ve siècle, résultat des politiques anti-Goths du gouvernement impérial. De nombreux indices dans les sources montrent cependant que la présence de Romains n’était pas négligeable. Parmi les soldats dont les noms sont mentionnés pour le IVe siècle, dix sont sans contredit romains, quarante probablement romains, alors que cinq sont définitivement barbares et onze probablement barbares.
Chaque schole était commandé par un tribun (tribunus) qui avait rang de comte (comes) de première classe et qui, au moment de la retraite, se retirait avec un rang égal à celui d’un gouverneur militaire (dux) de province. Chaque tribun avait sous ses ordres des officiers seniors appelés domestici ou protectores. Contrairement à l’époque des gardes prétoriennes, il n’y avait pas de commandant en chef des scholes autre que l’empereur, qui exerçait ainsi directement son contrôle. Cependant, aux fins de l’administration, les scholes furent éventuellement placées sous la juridiction du maitre des offices (magister officiorum).
En raison de leur statut de garde d’élite, les soldats se voyaient octroyer un salaire plus élevé et des privilèges plus importants que les autres unités de l’armée régulière ; ainsi, ils recevaient un supplément de rations (annonae civicae), étaient exempts de la taxe de recrutement (privilegiis scholarum) et étaient souvent utilisés par les empereurs aux fins de missions civiles à travers l’empire. À la longue, les empereurs cessant avec Théodose de mener eux-mêmes leurs troupes au combat et la vie de palais aidant, ces unités perdirent leur aptitude au combat. Dans l’Empire d’Orient, ils furent éventuellement remplacés par les excubites, créés par l’empereur Léon Ier le Thrace (r. 457-474) ; en Occident, ils furent dissous par le roi goth Théodoric le Grand (règne en Italie de 493 à 526),. Sous le règne de l’empereur Zénon (r. 474-491), il ne s’agissait plus que d’une armée de parade, où les jeunes de bonnes familles pouvaient faire carrière moyennant finance pour acquérir le statut social et les bénéfices monétaires qui y étaient attachés. Au début du VIe siècle, les scholes n’étaient considérées que comme soldats à temps partiel, s’agissant de gens fortunés qui avaient acheté leur commission uniquement pour le prestige. On dit que l’empereur Justinien jeta la stupeur dans leurs rangs en les envoyant au front lors des campagnes chez les Perses, en Afrique et en Italie. Certains gardes préférèrent abandonner leur solde plutôt que d’aller se battre. Le même empereur renvoya également quatre scholæ (donc 2 000 soldats) constituées par Justin, probablement pour lever des fonds.
Quarante membres des scholes, appelés candidati en raison de leur éclatante tunique blanche, furent choisis pour former la garde personnelle de l’empereur. Mais si, au IVe siècle, ils accompagnèrent certains empereurs dans leurs campagnes, comme ce fut le cas pour Julien (r. 361-363) en Perse, ils ne jouaient plus au VIe siècle qu’un rôle cérémonial.

### Liste des scholes selon laNotitia dignitatum
Dans l’Empire d’Occident :
- Scola scutariorum prima ;
- Scola scutariorum secunda ;
- Scola armaturarum seniorum ;
- Scola gentilium seniorum ;
- Scola scutatorum tertia.

Dans l’Empire d’Orient :
- Scola scutariorum prima ;
- Scola scutariorum secunda ;
- Scola gentilium seniorum (probablement la même unité déjà mentionnée pour l’Empire d’Occident, transférée après que la liste de l’Empire d’Orient eut été compilée) ;
- Scola scutariorum sagittariorum (unité d’archers à cheval) ;
- Scola scutariorum clibanariorum ;
- Scola armaturarum iuniorum ;
- Scola gentilium iuniorum.

### Soldats connus ayant appartenu aux scholes

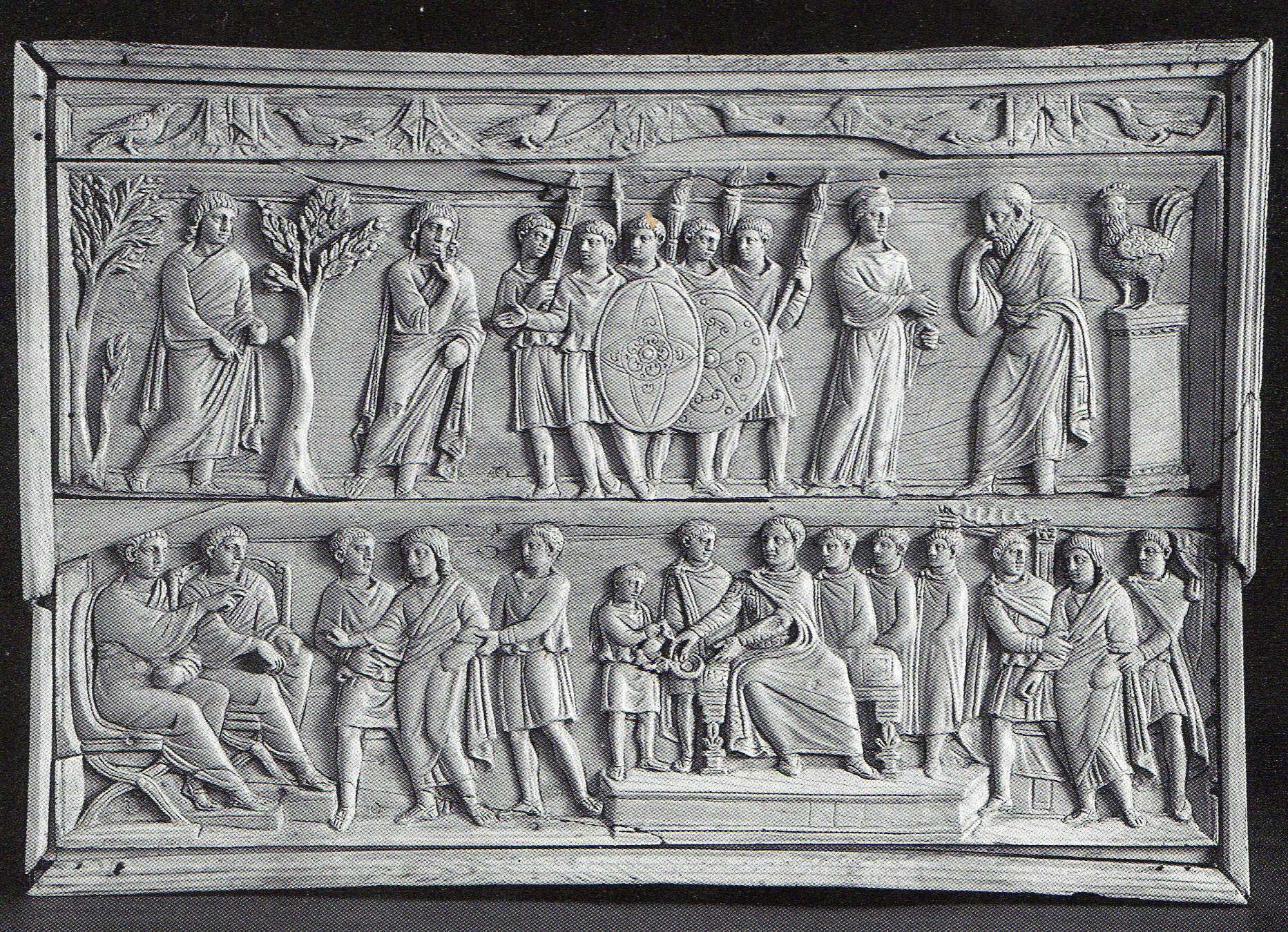
Les insignes palatines sur les boucliers des soldats figurant sur le coffret de Brescia, IVe siècle.

- Serge et Bacchus, officiers de la schola gentilium sous l’empereur Maximien[18] ;
- Martin de Tours, officier dans la schole du César Julien ;
- Mallobaud, un roi franc, tribunus armaturarum, et plus tard magister militum ;
- Claudius Silvanus, tribun franc et plus tard usurpateur ;
- Bacurius, prince d’Ibérie du Caucase, tribunus sagittariorum lors de la bataille d’Andrinople[19] ;
- Cassio, tribunus scutariorum (probablement de la première schole d’élites) à la bataille d’Andrinople[19] ;
- Justinien, qui servait à titre de candidatus en 518 lors de la mort de l’empereur Anastase et de l’accession de son oncle Justin Ier.

## Période méso-byzantine: les Scholes commetagmaduVIIIeauXIesiècle
Les scholes tout comme les excubites continuèrent d'exister au VIIe puis au début du VIIIe siècle sous un format plus petit et comme unités purement cérémonielles. Toutefois, vers 743, après avoir réprimé une importante rébellion des troupes thématiques, Constantin V réforma les vieilles unités de la garde de Constantinople pour en faire des tagmata (régiments) qui fournirent à l'empereur un noyau de troupes loyales et professionnelles. Les tagmata étaient des unités professionnelles de cavaliers lourds positionnés dans et autour de la cité impériale, formant la réserve centrale du système militaire byzantin et le cœur des forces expéditionnaires impériales. En outre, comme leurs ancêtres de la fin de l'Empire romain, elles étaient une étape importante dans la carrière militaire des jeunes aristocrates qui conduisait à des commandants militaires ou à des offices civils majeurs. 
La taille exacte des tagmata est l'objet de controverses. Les estimations vont de 1 000 à 4 000 hommes. Les différents tagmata ont la même structure. Seule la nomenclature de certains titres varient, reflétant les origines des différentes unités. Les scholes étaient dirigés par le domestikos tōn scholōn (δομέστικος τῶν σχολῶν, « domestique des scholes »), attesté pour la première fois en 767. À l'image de l'ancienne fonction du magister officiorum qui devint un poste de magistros plus ou moins cérémoniel, le domestique était établi comme commandant indépendant des scholes. Il détenait le rang de patrice et était considéré comme l'un des plus importants généraux de l'empire, seulement précédé par le stratège des Anatoliques. Au Xe siècle, il en vint à devenir le général le plus important et à être l'équivalent du commandant en chef de l'armée byzantine. Vers 959, le poste et l'unité furent divisés en deux commandements séparés : un pour l'Orient (domestikos [tōn scholōn tēs] anatolēs) et un pour l'Occident (domestikos [tōn scholōn tēs] dyseōs).
Le domestique des scholes était assisté par deux officiers appelés Topotērētē (τοποτηρητής, « lieutenant »), qui commandaient chacun une moitié de l'unité, un chartulaire (χαρτουλάριος, « secrétaire ») et un proexēmos ou proximos (« messager en chef »). Le tagma était divisé en unités plus petites appelées bandon (banda au singulier), dirigées par un komēs (κόμης [τῶν σχολῶν], « comte des scholes »). À la fin du Xe siècle, il y avait trente banda dont les effectifs sont inconnus. Chaque komēs dirigeait cinq « sous-domestiques », équivalant au kentarchoi (« centurions ») dans l'armée régulière. Il y avait aussi quarante porteurs de drapeaux (bandophoroi) divisés en quatre catégories différentes. Dans les scholes, il s’agissait des protiktores (προτίκτορες, « protecteurs »), des eutychophoroi (εὐτυχοφόροι, « porteurs de l’eutychia », le terme eutychia étant une déformation du terme ptychia), des skēptrophoroi (« porteurs de sceptres ») et des axiōmatikoi,.